# Vincent Jullien
Pour les articles homonymes, voir Jullien.
Vincent Jullien, né le 21 janvier 1953 à Brest, est un philosophe et historien des sciences français. Il est notamment professeur émérite à l'Université de Nantes, spécialiste de l'histoire et de la philosophie des sciences à l’époque moderne.

## Biographie

### Jeunesse et études
Né à Brest, il fait partie d’une fratrie de cinq. Après une scolarité au collège puis au lycée de Kérichen, il mène à bien un cursus de mathématiques et de physique à l’Université Paris 7 (Jussieu) et obtient le CAPES Mathématiques en 1975. En 1978 il entame des études de philosophie à l’Université Paris 1. Il s’intéresse rapidement à la philosophie et l’histoire des sciences, sous l’influence notamment de Jean-Toussaint Desanti qui dirige sa maîtrise et son DEA en 1982. Sept ans plus tard, il entame une thèse de philosophie des sciences à l’EHESS, sous la direction de Jean Dhombres, soutenue à l’École Normale de Fontenay-Saint-Cloud en 1992, intitulée Les éléments de géométrie de Roberval, Examen d’une épistémologie mathématique du XVIIe siècle. En 1998, il rédige une habilitation à diriger des recherches (HDR) à l'Université Paris 7, avec pour référent Christian Houzel. Son travail porte sur Mathématiques et physique dans la philosophie du XVIIe siècle.

### Carrière professionnelle et domaines de recherche
De 1976 à 1989, Vincent Jullien est professeur de mathématiques en collège puis en lycée.
De 1989 à 1999, Vincent Jullien est ATER puis Maître de conférences à l'École Normale Supérieure de Fontenay-Saint-Cloud, section de philosophie.
De 1999 à 2006, Vincent Jullien est Professeur des universités à l'Université de Bretagne Occidentale.
De 2006 à 2019, Vincent Jullien est Professeur des universités à l'Université de Nantes, département de Philosophie.
Depuis 2019, Vincent Jullien est Professeur émérite de l'Université de Nantes.
Vincent Jullien est Chercheur au Centre Atlantique de Philosophie, EA 2163 Université de Nantes et associé à l’Institut d’Histoire et de Philosophie des Sciences et des techniques de Paris 1. Il est membre de diverses institutions de recherche française ou étrangères (Secrétariat international à la Recherche en Histoire et Philosophie des Sciences, de la UNAM au Mexique, l’Académie Internationale d’Histoire des Sciences, porteur du projet ECOS-Nord, Franco-Mexicain, Intitulé Changements conceptuels et mathématisation, Conseil d’Administration du C.I.R. 17 (Centre International de Recherche sur le XVIIe siècle).
Vincent Jullien est spécialiste des mathématiques et de la Philosophie naturelle du XVIIe siècle. Il a examiné la pertinence du concept de révolution scientifique et mené des études sur les méthodes infinitésimales en géométrie, qui ont précédées les découvertes de Leibniz et Newton. Il a donné de nombreuses publications sur les Indivisibles et notamment la méthode développée par Roberval. Il a étudié les usages qu'en firent Descartes, Pascal, Leibniz. On lui doit des publications variées et approfondies sur l’œuvre mathématique de Descartes : sur son statut philosophique dans l’œuvre générale du philosophe et sur la possibilité la classer la mathématique cartésienne en quatre divers genres.
Plus généralement, il défend l’idée d’une réévaluation de l’apport cartésien dans les sciences physiques et dans la cosmologie. L’idée d’un univers auquel on ne peut attribuer de limites, qui n’a pas de centre et constitué d’amas de régions stellaires, lui est due dans une large mesure. La première affirmation de l’inertie concernant le mouvement rectiligne revient aussi au philosophe français, de même, selon Vincent Jullien que les premières institutions de modèles mathématiques (au sens duhémien) au sein d’une théorie physique.
Un sujet va désormais occuper ses travaux à partir de cette période. Partant de l’étroite liaison des mathématiques et la physique, il cherchera à comprendre la nature et les caractéristiques de cette liaison. Vincent Jullien va défendre qu’aussi étroite et intense soit-elle, cette association n’aboutit pas à la naissance d’une science unifiée, fusionnée qui serait la Physico-mathématique.  Il défend aussi la thèse générale selon laquelle le programme des sciences de la nature ne peut pas être de dévoiler les vérités ultimes de celle-ci ni leurs supposées lois ultimes. Les théories se succèdent apportant de nouvelles connaissances et plus encore de nouveaux domaines d’ignorance.
Par ailleurs, il défend une conception historique de l’épistémologie en polémiquant contre certaines traditions logicistes ou du positivisme logique. Ses travaux entendent aussi montrer l’indépendance forte des développements scientifiques avec les contextes institutionnels, sociaux et idéologiques.
Vincent Jullien rassemble des arguments en vue de distinguer des domaines souvent identifiés ou rassemblés : les sciences et les techniques, quoique fortement mêlées, sont de nature distinctes et n’obéissent ni aux mêmes normes ni aux mêmes concepts ; la technoscience est, selon lui, une illusion fâcheuse et trompeuse. Toujours selon Vincent Jullien, le déterminisme sociologique, institutionnel, idéologique, économique est une piste stérile pour espérer comprendre l’histoire et le fonctionnement des sciences.
Les leçons qu’il estime pouvoir tirer dans ces directions s’étendent au-delà du XVIIe siècle pour s’affermir et demeurer valides jusqu’à nos jours.
L’ouvrage Ce que peuvent les sciences. Une enquête a suscité plusieurs recensions critiques. Dans la revue académique Methodos, Bernard Joly écrit : « Vincent Jullien, dont on connaît les travaux remarquables sur les mathématiques au XVIIe siècle, offre dans cet ouvrage ses réflexions sur une histoire des sciences telle qu’il la pratique depuis plusieurs décennies ». Lucien Vinciguerra, dans une autre recension, souligne l’intérêt du questionnement épistémologique porté par l’auteur. Une autre recension de l’ouvrage, par Lise Debacker, a été publiée dans la *Revue d’histoire des sciences*, où l’auteure souligne la rigueur et la richesse de la réflexion historiographique.
Ses travaux ont également été discutés dans des revues internationales à comité de lecture, comme la *Renaissance Quarterly*, à propos de son ouvrage Philosophie naturelle et géométrie au XVIIe siècle, ou le *Journal of the History of Philosophy*, dans une recension sur ses travaux liés à Galilée et à la philosophie naturelle.
Son essai Sciences, agents doubles est publié aux éditions Stock, une maison généraliste reconnue.
Il est également présenté sur le site de réflexion critique La Vie des Idées, qui recense ses contributions à la philosophie des sciences.

### Engagement
À l’âge de 18 ans, Vincent Jullien, alors membre du Bureau national de la Jeunesse Étudiante Chrétienne (JEC), rejoint Paris pour y poursuivre des études de mathématiques et de physique. Il s'engage dans le même temps dans les Comités rouges, proches de la Ligue communiste, organisation trotskiste. Il incite des membres de la JEC à rejoindre ce courant, avec un écho limité.
Ayant progressivement rompu avec la religion, il milite activement à la Ligue communiste révolutionnaire de 1972 à 1982. Il prend part aux mobilisations étudiantes des années 1970, soutient les Comités Chili après le coup d’État de Pinochet, et s’engage dans les mouvements de solidarité avec les militants républicains irlandais, notamment lors des grèves de la faim de 1981, à l’issue desquelles Bobby Sands trouve la mort.
Toujours convaincu de la nécessité des luttes contre la domination capitaliste et patriarcale, Vincent Jullien prend par la suite ses distances avec les organisations révolutionnaires, dont il critique parfois les dérives sectaires ou dogmatiques. Il se consacre dès lors principalement à ses recherches philosophiques et scientifiques.

## Travaux et publications

### Ouvrages

#### Manuels de mathématiques
- Vincent Jullien, Jacqueline Penninkx, Alain Bras, Collège et seconde de 1986-1990 : Nombres et Formes, Magnard, 1986-1990 (ISBN 978-2-210-21600-6)
- Vincent Jullien, Francis Casiro, Yves Alvez, Lycée : 1ère et terminale, Pack-Maths, Magnard, 1990 (ISBN 978-2-210-341036)

#### Roman
- Vincent Jullien, Les ombres de la place royale, Stock, octobre 2006 (ISBN 2-234-05958-5)

#### Histoire et philosophie des sciences
- Vincent Jullien, Les Éléments de géométrie de Roberval, Vrin, coll. « Mathesis », 1996 (ISBN 2-7116-1259-7)
- Vincent Jullien, La Géométrie de 1637 de René Descartes, PUF, coll. « Philosophie », 1996 (ISBN 2-13-047829-8)
- Vincent Jullien, André Charrak, Ce que dit Descartes touchant la chute des graves : 1618 à 1646, étude d’un indicateur de la philosophie naturelle cartésienne, Éditions du Septentrion, septembre 2002 (ISBN 2-85939-752-3)
- Vincent Jullien, Sciences, agents doubles : Essai sur la place des sciences dans notre civilisation, Stock, mars 2002 (ISBN 2-234-05477-X)
- Vincent Jullien, Philosophie naturelle et mathématiques au XVIIe siècle, Honoré Champion, septembre 2006 (ISBN 2-7453-1363-0)
- Vincent Jullien, L’histoire des sciences pour les nuls, First Editions, 2016 (ISBN 978-2754-079761)
- Vincent Jullien, Plaidoyer Pour les sciences, Impacts Editions, 2022 (ISBN 978-2-491609-12-2)
- Vincent Jullien (préf. Marco Panza), Ce que peuvent les sciences, Une enquête, Éditions Matériologiques, 2020 (ISBN 978-2-37361-241-7)
- Vincent Jullien, Efthymios Nicolaïdis, Michel Blay, Europe et sciences modernes, histoire d’un engendrement mutuel, Peter Lang, 2012 (ISBN 978-3-0343-1236-3)
- Christian Biet, Vincent Jullien, Le siècle de la lumière, 1600-1715, ENS éditions, coll. « Theoria », 1997 (ISBN 979-10-362-0361-9)
- Egidio Festa, Vincent Jullien, Maurizio Torrini, Géométrie, Atomisme et vide et dans l’École galiléenne, ENS éditions, coll. « Theoria », 1999 (ISBN 2-902126-51-4)
- Christian Biet, Vincent Jullien (éditeurs), L’indicible et la Vacuité au XVIIe siècle, Revue XVIIe siècle, juin 2000 (ISBN 3-932094-35-2)
- Vincent Jullien (éd.), L’histoire du calcul des longitudes, Presses Universitaires de Rennes, avril 2002 (ISBN 978-2868476135)
- J.C. Bardout, Vincent Jullien (éditeurs), Les Mondes Possibles, Presses Universitaires de Caen, 2006 (ISBN 2-84133-152-0)

### Articles et Chapitres de livre
- Vincent Jullien, « Étude esthétique et épistémologique de la fresque de Raphaël, L’École d’Athènes », Sciences et techniques en perspective, vol. 20,‎ 1991-1992, p. 97-136 (lire en ligne)
- Vincent Jullien, « Roberval contre Arnauld », Ordre et contestation au temps des classiques, vol. 73,‎ 1992, p. 261-277 (lire en ligne)
- Vincent Jullien, « Le chemin de la lumière, chez Newton et Leibniz », Bulletin de la société d’études anglo-américaine des XVIIe et XVIIIe siècles, vol. 34,‎ juin 1992, p. 147-168 (lire en ligne)
- Vincent Jullien, « La conception de l’espace des mathématiciens, au début du XVIIe siècle », Littérature classique, vol. 17,‎ automne 1992, p. 37-54 (lire en ligne)
- Vincent Jullien, « L’existence du plan dans les Eléments de géométrie de Roberval », Sciences et techniques en perspective, vol. 26,‎ 1993, p. 41-73 (lire en ligne)
- Vincent Jullien, « La mémoire et les débuts de la formalisation mathématique », Les lieux de mémoire et la fabrique de l’œuvre, vol. 80,‎ 1993, p. 75-89 (lire en ligne)
- Vincent Jullien, « Les étendues géométriques et la ligne droite de Roberval », Revue d’Histoire des sciences, vol. XLVI, no 4,‎ 1993, p. 4645 (lire en ligne)
- Vincent Jullien, « La génération des étendues et la ligne droite dans les Éléments de géométrie », Revue d’Histoire des sciences, vol. XLVI, no 4,‎ 1994, p. 493-526 (lire en ligne)
- Vincent Jullien, « Le corps, matière première de la philosophie naturelle », Le corps au XVIIe siècle, vol. Biblio 17, no 88,‎ 1995, p. 53-66 (lire en ligne)
- Vincent Jullien, « La lumière et le vide, difficiles objets de la raison classique », Littérature classique, vol. 25, no 1,‎ 1995, p. 227-242 (lire en ligne)
- Vincent Jullien, « La querelle du vide », Les querelles à l’âge classique, vol. 2, no 1,‎ 1996, p. 49-76 (lire en ligne)
- Vincent Jullien, « La lumière, de l’Ecole au laboratoire », ENS éditions, vol. 1, no 1,‎ 1997 (lire en ligne)
- Vincent Jullien, « Un calcul logique de Roberval », Almagest, vol. 1, no 1,‎ 1997 (lire en ligne)
- Vincent Jullien, « Quelques aspects de la présence des Eléments d’Euclide au XVIIe siècle », Science et techniques en perspective, vol. 2, no 2,‎ 1998 (lire en ligne)
- Vincent Jullien, « Descartes, Roberval, une relation tumultueuse », Revue d’histoire des sciences, vol. 51, nos 2-3,‎ 1998 (lire en ligne)
- Vincent Jullien, « Les indivisibles de Roberval, une petite différence de doctrine », Atomisme, vide et géométrie dans l’Ecole galiléenne, Paris, ENS éditions,‎ 1999 (lire en ligne)
- Vincent Jullien, « Les frontières dans les mathématiques cartésiennes », Historia Scienciarum, vol. 8, no 3,‎ 1999 (lire en ligne)
- Vincent Jullien, « Silences cosmologiques », XVIIe siècle, vol. 207, no 1,‎ juin 2000, p. 235-256 (lire en ligne)
- Vincent Jullien, « Roberval, ni Dieu, ni atomes », Brepols,‎ automne 2000 (lire en ligne)
- Vincent Jullien, « Essai d’interprétation d’un passage des Anatomica de René Descartes du 5 février 1635 », Archives Internationales d’Histoire des Sciences, vol. 50,‎ décembre 2000 (lire en ligne)
- Vincent Jullien, « Lapis cadens, la chute des graves chez Descartes », Descartes y la Ciencia en el Siglo XVII, Mexico, Siglo XXI,‎ décembre 2000 (lire en ligne)
- Vincent Jullien, « Numéro spécial des « Cahiers de science & vie », Les découvertes scientifiques d’un génie français », Cahiers de science & vie, no no spécial,‎ 13 décembre 2001 (lire en ligne)
- Vincent Jullien, « De la fortuna du cartésianisme napolitain », Les méditerranées du XVIIe siècle, Gunter Narr Verlag Tübingen, vol. vol.137,‎ 2002 (lire en ligne)
- Vincent Jullien, « Fictions, les mathématiciens s’arrêtent à mi-chemin », Littérature classique, no no spécial,‎ printemps 2002 (lire en ligne)
- Michel Blay et Jean-Christophe Tamisier (dir.), « Soixante entrées du Dictionnaire de philosophie », Larousse, Paris, Larousse,‎ 2003 (lire en ligne)
- Vincent Jullien, « En défense de l’internalisme », Sciences et techniques en perspective|Sciences et Techniques en Perspective, Brépols,‎ premier semestre 2004 (lire en ligne)
- Vincent Jullien, « Le Monde, concept incertain du XVIIe siècle. L’exemple de l’Aristarque contre le Monde cartésien », Les Mondes possibles, PUC,‎ printemps 2006 (lire en ligne)
- Vincent Jullien, « Chez Descartes, L’intuition est à la déduction, comme la géométrie est à l’algèbre », Philosophie naturelle et mathématiques au XVIIe siècle, H. Champion,‎ 2006 (lire en ligne)
- Vincent Jullien, « Gassendi et Roberval à l’académie Mersenne », Revue XVIIe siècle, no n°233,‎ 2006 (lire en ligne)
- Vincent Jullien, « La question de la vérité dans les mathématiques et dans leur enseignement », Laïcité, vérité, enseignement, Documents, actes et rapports pour l’éducation nationale, Sceren, Ecole Supérieure de l’E.N.,‎ 2006 (URL_du_lien)
- Vincent Jullien, « La question de la vérité dans les mathématiques et dans leur enseignement », Laïcité, vérité, enseignement, Documents, actes et rapports pour l’éducation nationale, Sceren, Ecole Supérieure de l’E.N.,‎ 2006 (lire en ligne)
- [Nom de l'auteur], « Abstraction faite, que reste-t-il ? », Liber amicorum pour Jean Dhombres, Birkhauser,‎ 2008 (lire en ligne)
- [Nom de l'auteur], « Les quatre mathématiques de Descartes », Archives Internationales d’Histoire des Sciences, Brepols, vol. 59, no 162,‎ juin 2009 (lire en ligne)
- [Nom de l'auteur], « Relativité, determinatio et parallaxe, remarques sur le traitement cartésien de trois controverses scientifiques », Philosophiques, vol. 38, no 2,‎ 2011 (lire en ligne)
- [Nom de l'auteur], « Gassendi et l'expérience de la galère dans le port de Marseille en 1641 », Biblio 17,‎ 2016 (lire en ligne) ou Vincent Jullien, « Mélanges à Michel Blay », De diversis artibus, Brepols,‎ 2016 (lire en ligne)
- Vincent Jullien, « Pascal via Duhem et Van Fraasen », Courrier du Centre international Blaise Pascal, vol. 36, no 2016,‎ 2014, p. 5-15 (lire en ligne)
- Vincent Jullien, « De la bulle cosmique au troisième ciel », L'exercice de la pluralité des mondes, Adapt,‎ 2017, p. 46-68 (lire en ligne)
- Vincent Jullien, Carmen Martinez, Carlos Alvarez, « Analytic and synthetic demonstration of refraction by Fermat », Almagest, Brepols,‎ 2014 (lire en ligne)
- Vincent Jullien, « Affabulation ou invention de la norme scientifique ? Le cas Pascal », Passions géométriques, Honoré Champion,‎ 2019 (lire en ligne)
- Vincent Jullien, « L’aventure ? Encore les navires », XIIe siècle, Presses universitaires, no 100,‎ 2019 (lire en ligne)
- Vincent Jullien, « La désuétude, un destin évitable pour les théories et concepts scientifiques », Philosophia Scientiae, vol. 26,‎ 2022 (lire en ligne)
- Vincent Jullien, « Le doute, comme marqueur du progrès dans les sciences », Le doute dans l’Europe moderne, Brepols,‎ 2022 (lire en ligne)
- Vincent Jullien, « Lettre à Blaise », Lettres à Pascal, Editions Thierry Marchaisse,‎ 2022 (lire en ligne)
- Vincent Jullien, « Les frontières dans les mathématiques cartésiennes », Frontières, Expériences et représentations dans la France du XVIIe siècle, Narr Francke Attempto Verlag,‎ 2023 (lire en ligne)
- Vincent Jullien, « La Dynamica de Leibniz et la science physico-mathématique », Almagest, vol. 14, no 2,‎ 2023 (lire en ligne)